# Jana Schneider
Jana Schneider (ur. 11 kwietnia 2002) – niemiecka szachistka, arcymistrzyni od 2016 roku.

## Kariera szachowa
Zakwalifikowała się do mistrzostw świata kobiet w szachach w 2021 roku, gdzie przegrała w pierwszej rundzie. Reprezentowała Niemcy jako rezerwowa zawodniczka na 44. olimpiadzie szachowej.
Najwyższy ranking w dotychczasowej karierze osiągnęła 1 lipca 2021 roku, z wynikiem 2353 punktów.